# Lusti (Antsla)
Lusti – wieś w Estonii, w prowincji Võru, w gminie Antsla.